# World One
World One je 442 metra visok stanovanjski nebotičnik, ki ga gradijo v indijskem mestu Mumbaj. Imel bo 117 nadstropij in 25 dvigal. Cena gradnje je ocenjena na 320 milijonov ameriških dolarjev (20 milijard indijski rup). Ko bo dokončan, predvideno leta 2016, bo najvišjhi stanovanjski nebotičnik.

## Galerija
- World One med gradnjo
- World Crest med gradnjo